# PortAventura World
Ne pas confondre avec le parc à thème nommé PortAventura Park.
PortAventura World est un complexe de loisirs espagnol de 1,19 km2 (119 ha) situé sur les communes de Vila-seca et Salou, dans la province de Tarragone, sur la Costa Daurada. Le resort comprend trois parcs de loisirs – PortAventura Park, PortAventura Caribe Aquatic Park et Ferrari Land – ainsi que six hôtels et trois parcours de golfs. Un septième hôtel se situe hors du domaine.
Le complexe est la propriété du fonds d'investissement italien Investindustrial qui détient 50,1 % des actions et du fonds américain KKR qui en détient 49,9 %. La banque espagnole La Caixa contrôle les terrains de golf et le Beach Club dénommés Lumine.
En 2019, le chiffre d'affaires s'élève à 241,521 millions d'euros, soit une augmentation par rapport à 2018 et ses 230,349 millions. Avec 203,055 millions d'euros en 2016, c'était la première fois qu'il dépassait les 200 millions d'euros.

## Le complexe

### Désignation du complexe
De 1995 à 2001, le domaine se résume à l'unique parc à thèmes Port Aventura — renommé Universal's Port Aventura en 1999, puis Universal Studios Port Aventura en 2000.
En 2002, le domaine évolue et devient un complexe de loisirs avec les ouvertures de deux hôtels thématiques et d'un parc aquatique. Depuis ses débuts, le nom du complexe a changé à plusieurs reprises :
- Universal Mediterranea (2002-2004). Développé sous l'impulsion d'Universal Studios, le resort est officiellement inauguré le 13 juin 2002. Il se définit alors comme la seule destination de vacances familiale et complète de la Méditerranée qui possède 2 parcs complètement différents et 2 hôtels de classe mondiale[2].
- PortAventura (2005-2012). Avec le départ d'Universal, le complexe est rebaptisé pour la saison 2005.
- PortAventura European Destination Resort (2013-2015). Annoncé en mars 2013, le complexe se positionne sur le marché européen et désire se définir dorénavant comme un resort de loisir familial de référence[3].
- PortAventura World Parks & Resort (depuis 2016). Avec la construction de Ferrari Land, PortAventura World Parks & Resort est la nouvelle marque créée pour intégrer ce monde — world — d'expériences qui composent le complexe touristique et pour renforcer sa position internationale sur de nouveaux marchés[4].

### Composition et desserte du site

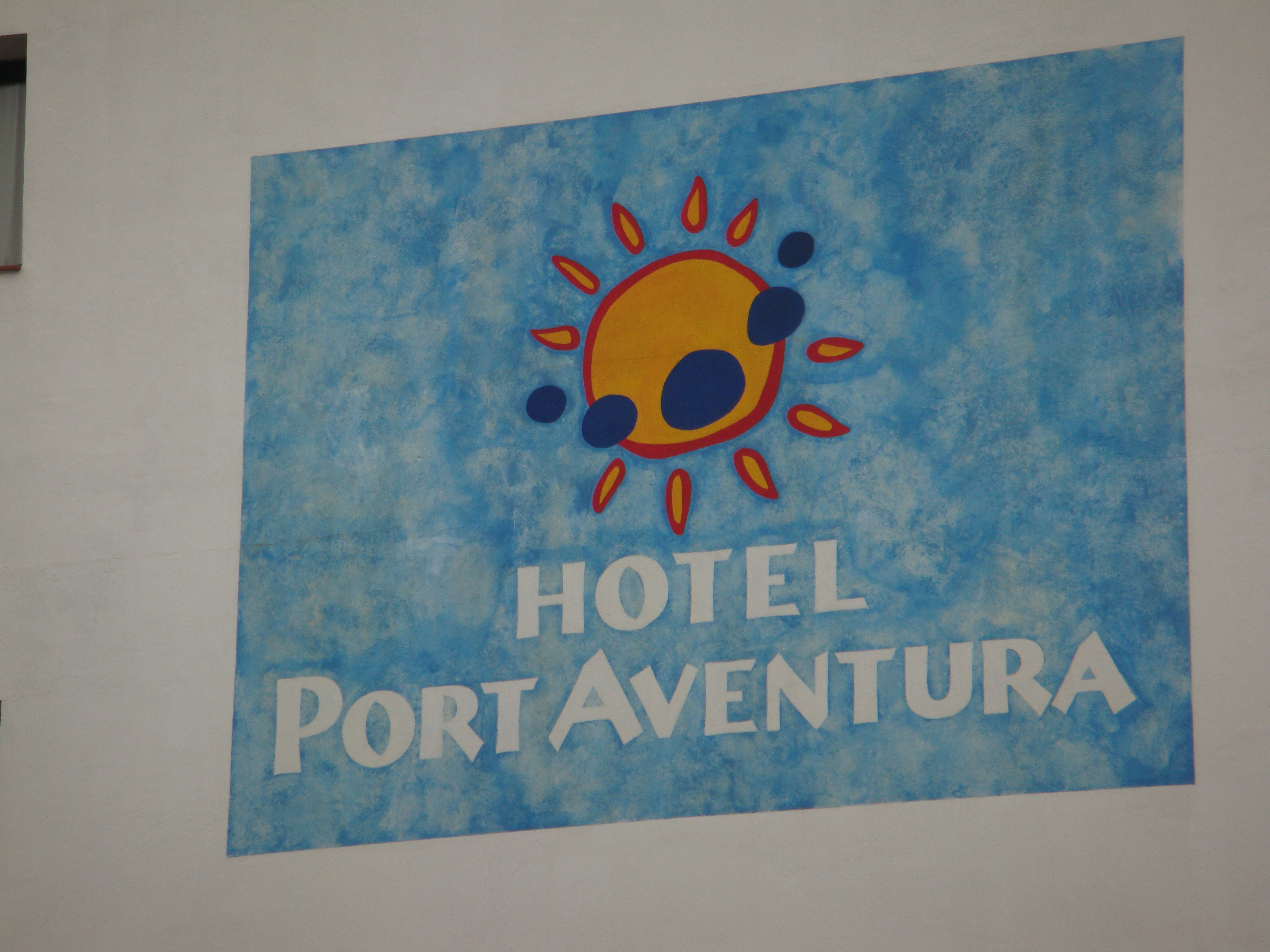
Hotel Port Aventura.

PortAventura World s'étend sur 1,19 km2 — 119 ha — sur lesquels sont construits les parcs de loisirs, les hôtels, le centre de convention et leurs parkings et le parking pour camping-cars. Ils sont gérés par Port Aventura Entertainment SA, propriété du fonds d'investissement italien Investindustrial et du fonds américain KKR.
Gérés par Mediterranea Beach & Golf Resort SA (La Caixa), les terrains de golf et le Beach Club ne sont pas situés sur ces 119 ha.
Le tout prend place sur les 826 ha du domaine situé sur les communes de Vila-seca et Salou.
Le complexe comprend :
- trois parcs à thèmes : 
  - PortAventura Park, un parc d'attractions sur les thèmes de l'aventure et l'exotisme
  - PortAventura Caribe Aquatic Park, un parc aquatique à thème caribéen 
  - Ferrari Land, un parc d'attractions sur le thème de l'écurie automobile Ferrari
- sept hôtels :
  - Hotel Port Aventura, sur le thème méditerranéen (4 étoiles, 500 chambres)
  - Hotel El Paso, sur le thème mexicain (4 étoiles, 501 chambres)
  - Hotel Caribe, sur le thème caribéen (4 étoiles, 497 chambres)
  - Hotel Gold River, sur le thème Far West (4 étoiles, 549 chambres)
  - Hotel Colorado Creek, sur le thème Far West (4 étoiles, 150 chambres)
  - Mansión de Lucy, sur le thème Far West (5 étoiles, 31 chambres)
  - Hotel Atenea Aventura (4 étoiles, 94 chambres et appartements standard)
- deux hôtels affiliés :
  - Hotel Vila Centric, situé à Vila-seca (4 étoiles, chambres standards et appartements)
  - Hotel Pirámide Salou, situé à Salou (4 étoiles, chambres standards)
- trois golfs et deux club-houses :
  - le terrain Lakes de 18 trous situé en pleine nature
  - le terrain Ruins de 9 trous situé dans des ruines archéologiques romaines
  - le terrain Hills de 18 trous situé en aplombs de carrières, de forêts de pins et de la mer
- le parking pour camping-cars
- le centre de congrès
- le village pour enfants malades PortAventura Dreams
- le Beach Club avec accès à la mer
- la gare de Port Aventura

Le complexe est accessible par la gare de Port Aventura depuis 1996. Située à l'ouest, cette gare de la Renfe de la ligne R16 (anciennement dénommée Ca-1) relie Barcelone à Tortosa. La ligne du train à grande vitesse AVE espagnol, LGV Madrid-Barcelone-Figueras, dessert Tarragone, capitale de la province de Tarragone dans laquelle se situe le resort. Les villes de Madrid et Barcelone ainsi que le reste du pays y sont connectés, tout comme le réseau ferré français par le biais de la ligne de Perpignan à Figueras.
Desservi par l'autoroute A-7 via la sortie 1152, PortAventura World est à une heure de Barcelone. Le resort est également desservi par l'autoroute AP-7 via la sortie 35 et par plusieurs routes nationales : N-340 (Barcelona-Valencia), N-420 (Tarragona-Teruel) et N-240 (Tarragona-Lleida). Un parking payant pour les voitures est disponible.
L'aéroport de Barcelone est accessible en une heure et l'aéroport de Reus est à 15 minutes de trajet.

## Historique

### Port Aventura, période Universal et crise espagnole

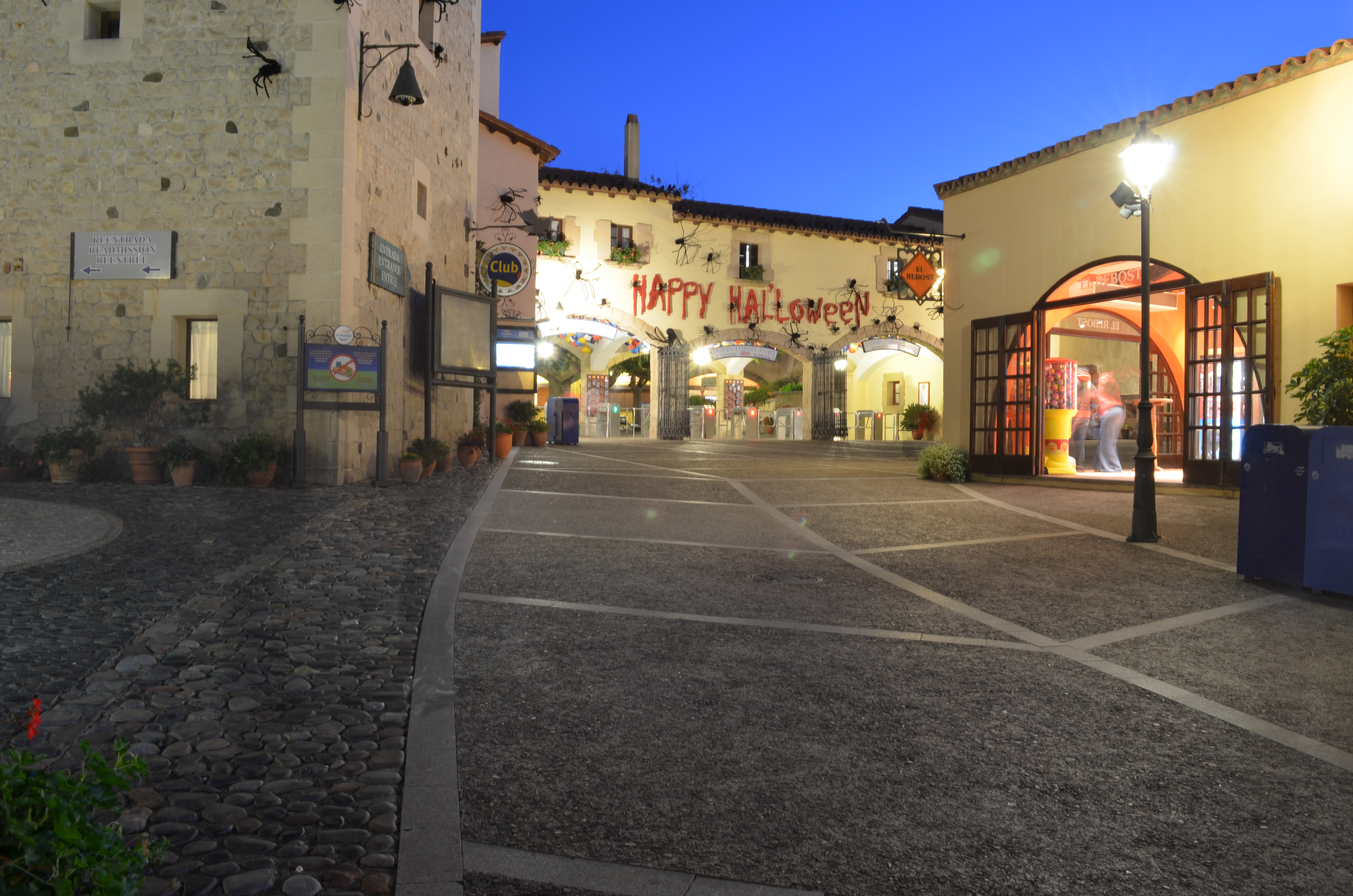
PortAventura Park.

Logo d'Universal Mediterranea.

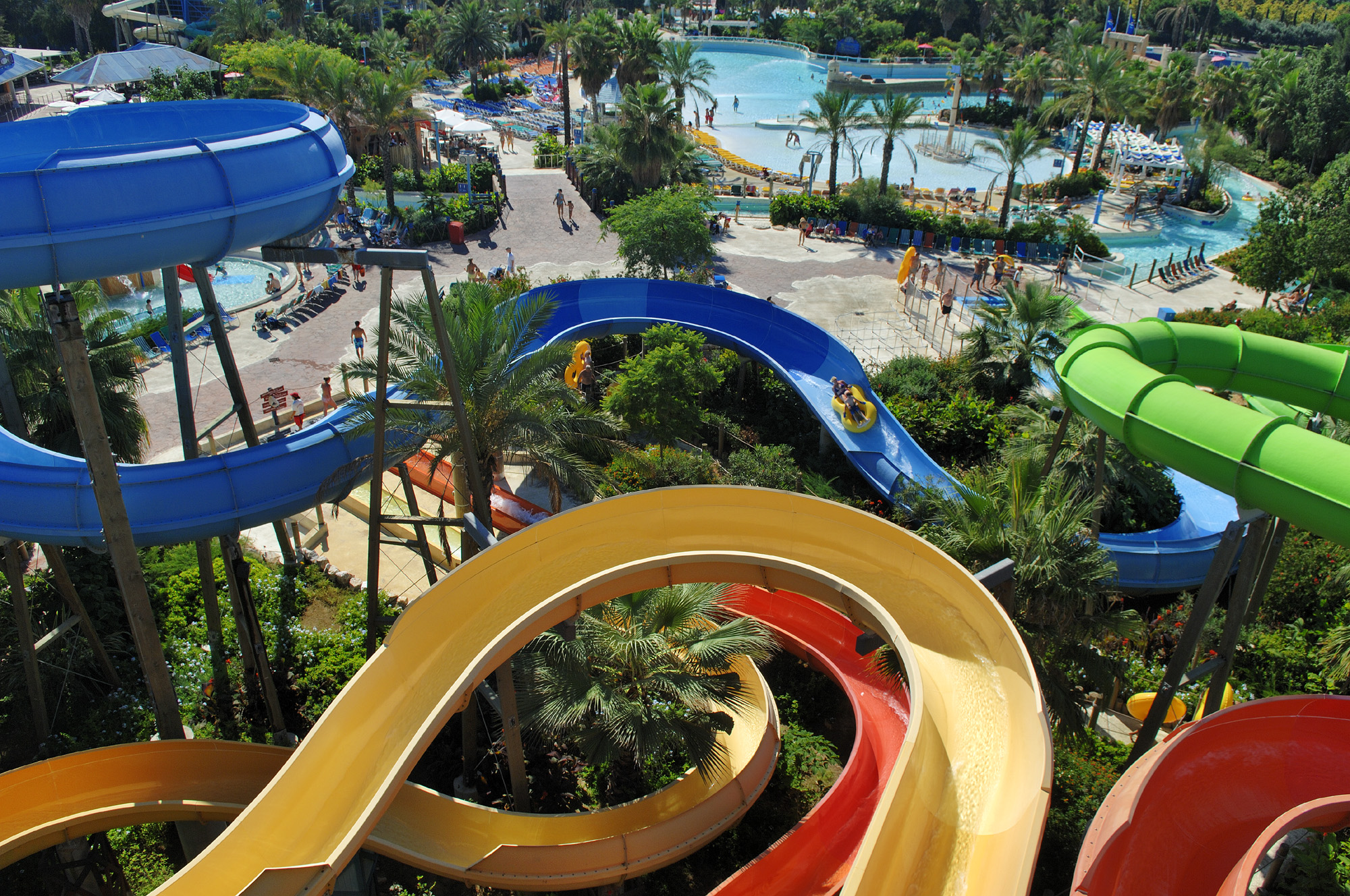
Le parc aquatique.

L'historique du domaine avant que celui-ci ne soit un complexe de loisirs est traité dans l'article PortAventura Park, parc à thèmes inauguré le 1er mai 1995.
Le domaine s'étend en 1995 sur quelque 115 hectares, situés sur une superficie de 826 hectares de terrains disponibles pour d'éventuels agrandissements,. Ce site avait été auparavant sélectionné comme le principal site espagnol pouvant recevoir le futur Euro Disney Resort dans les années 1980.
Avec l'arrivée en juin 1998 d'Universal Studios comme actionnaire du parc alors appelé Port Aventura, le conseil d'administration annonce un plan d'expansion comprenant de nouvelles attractions, de nouveaux hôtels, un Beach Club, des terrains de golf et un nouveau parc d'attractions.
Deux hôtels thématiques et un parc aquatique sortent de terre en 2002. Le site n'est plus uniquement un parc à thèmes, mais bien un complexe de loisirs dotés de différentes unités. Le complexe est nommé Universal Mediterranea. Sur 64 749 m2, le premier hôtel ouvre le 12 avril 2002 : Hotel Port Aventura, avec 500 chambres, est directement relié au quartier Mediterrània du parc d'attractions.
Le 1er juin 2002, c'est au tour du parc aquatique Costa Caribe d'ouvrir ses portes. Universal Mediterranea est officiellement inauguré le 13 juin 2002, cet événement prend place à Costa Caribe, en présence de l'acteur Val Kilmer entre autres. Situé à 250 m de la gare, l'ouverture de l'Hotel El Paso se déroule 1er août 2002. La fréquentation est stable de 2002 à 2004 avec 3,5 millions d'entrées.
NBCUniversal (la société mère Universal Studios) décide de vendre en juin 2004 sa participation à hauteur de 37 % à La Caixa. Le prix annoncé de la transaction est de 25 millions d'euros. L'actionnariat se répartit donc entre La Caixa avec 80,4 %, Anheuser-Busch avec 13,6 % et Acesa (Abertis), filiale de La Caixa, avec 6,3 %. Universal Studios reste toujours lié au resort par un contrat d'utilisation de la licence Universal moyennant 1,5 % des bénéfices du complexe touristique. En 2004, il enregistre deux millions de bénéfices, une première en sept ans.
Pour la saison du 10e anniversaire en 2005, le complexe Universal Mediterranea Resort est rebaptisé PortAventura, le parc d'attractions Port Aventura est rebaptisé PortAventura Park et Costa Caribe est rebaptisé Caribe Aquatic Park. Inauguré deux ans plus tôt, l'Hotel Caribe Resort est inclus dans le complexe en cette année. En mai 2005, Anheuser-Busch vend ses 13,6 % de parts à La Caixa qui prend le contrôle à 100 % du complexe, plus de 93 % directement et 6,3 % par l'intermédiaire de sa filiale Acesa (Abertis),. La Caixa devient à la fois investisseur et propriétaire. En cette année, le domaine voit 3 800 000 visiteurs passer ses portes (+7 % par rapport à 2004), avec plus de 35 % d'étrangers, dont 400 000 français.

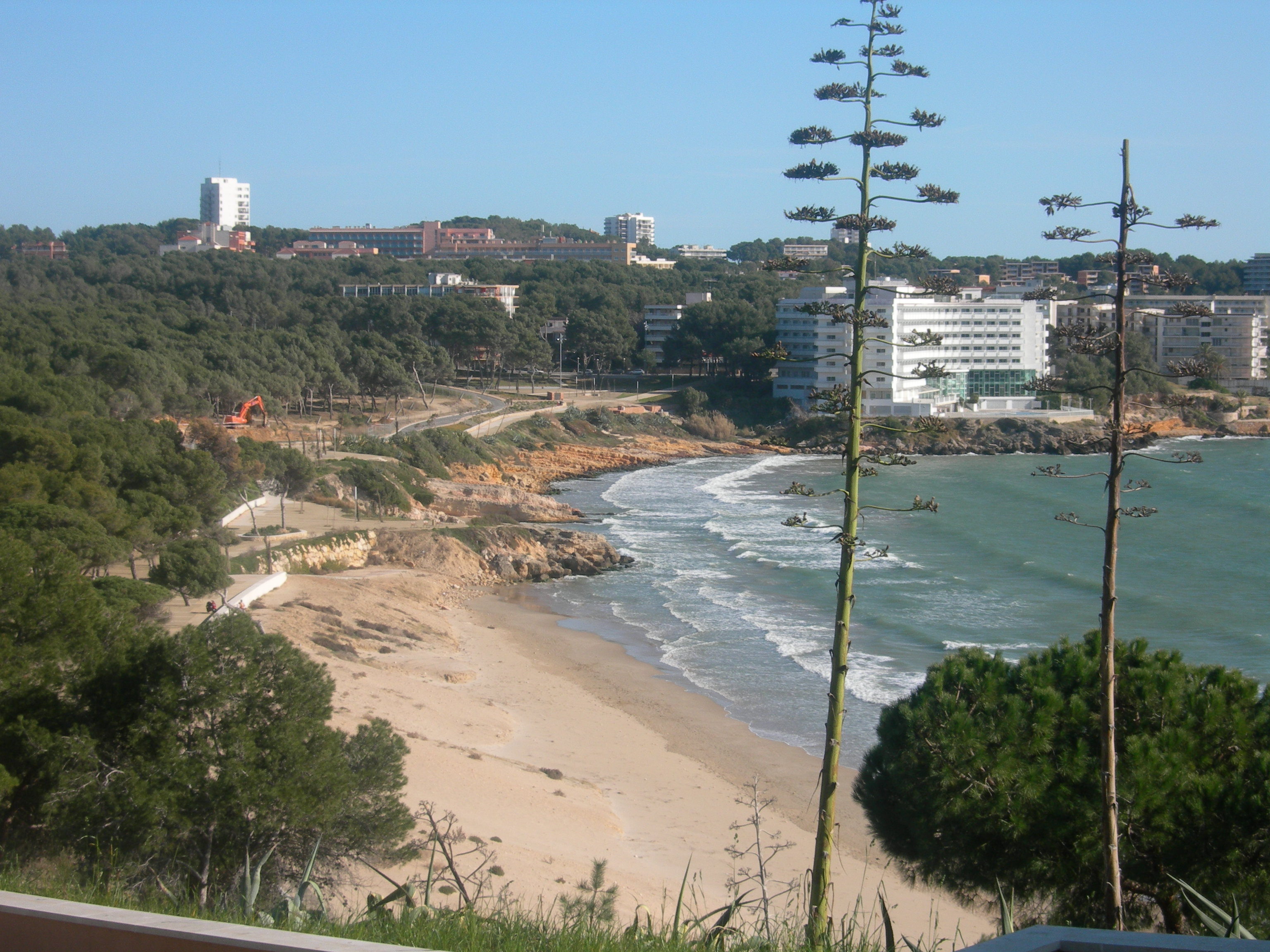
Plage Llarga (février 2006).

Pour les résidents des hôtels, un Beach Club est créé en 2006. Ce nouvel espace est situé à côté de la plage Llarga à Salou, où les clients de l'hôtel peuvent profiter des piscines et des restaurants. L'Hotel Caribe Resort change de nom et devient Hotel Caribe. La saison 2006 se clôture en janvier 2007 avec une nouvelle augmentation pour 3 900 000 entrées. La saison suivante se termine en janvier 2008 après avoir vu 4 100 000 visiteurs passer les portes du domaine, ce qui constitue un nombre record à Salou.

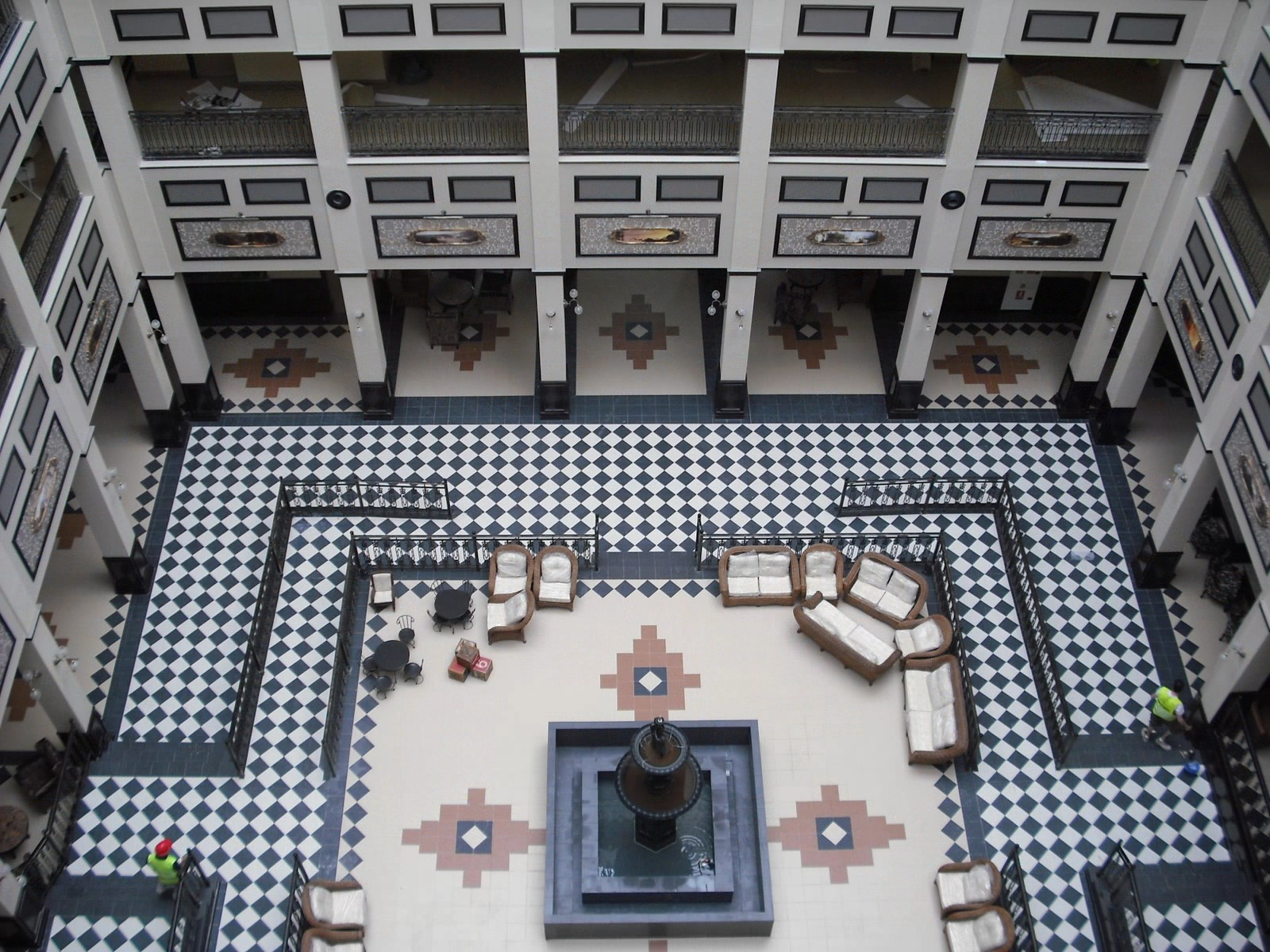
Hall de l'Hotel Gold River.

La ligne du train à grande vitesse AVE espagnol, LGV Madrid-Barcelone-Figueras, relie le 18 décembre 2006 Madrid à Tarragone, capitale de la province de Tarragone dans laquelle se situe le complexe de loisirs catalan. Le tronçon Tarragone-Barcelone, est inauguré le 20 février 2008. Elle est connectée au réseau ferré français par le biais de la ligne de Perpignan à Figueras. C'est aussi en 2008 que les effets de la crise économique espagnole commencent à se faire ressentir. Certaines activités voient leur période d'ouverture réduite, certains projets sont gelés. Les résultats économiques vont de pair avec la récession. PortAventura Park ne bénéficie plus d'investissement.
Le 16 juin 2008, une nouvelle activité est offerte aux clients. Nommés PortAventura Golf, il s'agit de trois parcours de golf, dont deux conçus par Greg Norman. PortAventura réalise un chiffre d'affaires de 3,1 millions d'euros en 2008, soit bien moins que les 14,8 millions d'euros en 2007. La fréquentation est décevante en cette année, 3 600 000 entrées, soit un demi-million de moins que lors de la saison précédente.
En 2009 a lieu l'ouverture du 4e hôtel du resort, sur une superficie de 10 hectares. Sur le thème de l'Ouest américain, l'Hotel Gold River est doté de chambres réparties dans divers bâtiments dont 24 bungalows individuels. Cet hôtel est directement relié au quartier Far West du parc d'attractions.

### Investindustrial et scission en deux sociétés anonymes
En septembre 2009, La Caixa cède 50 % de PortAventura au fonds Investindustrial, spécialisé dans les investissements dans le sud de l'Europe. Ce dernier est la société de la famille italienne Bonomi. Il ne s'agit pas d'une vente, Investindustrial n'achète pas d'actions à La Caixa, mais la société de gestion du parc augmente son capital de 94,8 millions d'euros et Investindustrial y souscrit intégralement,. Pour ce faire, la société Port Aventura SA est divisée en deux en décembre : Port Aventura Entertainment SA (PAESA), dont la participation est composée à 50 % de Criteria Caixa Corp et à 50 % par InvestIndustrial ainsi que Mediterranea Beach & Golf Resort SA (MBGRSA) : dont la participation est composée de Criteria Caixa Corp à 100 %,.
Port Aventura Entertainment SA est dorénavant responsable de la gestion des parcs, hôtels et du centre de congrès. Mediterranea Beach & Golf Resort SA est dorénavant responsable de la gestion des terrains à des fins résidentielles et commerciales, du Beach Club et des terrains de golf,. Le centre de convention de PortAventura d'une capacité de 4 000 personnes ouvre ses portes le 2 octobre 2009. Pour la 2e année consécutive, la fréquentation du complexe est en recul avec 3 310 000 entrées.
Le parc aquatique Caribe Aquatic Park est renommé PortAventura Aquatic Park en 2010. Le 50 millionième visiteur est reçu le 27 mai 2010. La fréquentation se chiffre en fin de saison à 3 200 000 entrées.
La fréquentation repart à la hausse en fin de saison 2011, 3 700 000 entrées, soit un demi-million de plus que lors de la saison précédente. Ils sont 40 % à venir de Catalogne, 30 % du reste de l'Espagne et 30 % de l'étranger. Un parking pour camping-cars est mis en service en 2012.
En novembre 2012, La Caixa vend ses 50 % de parts pour 105 millions d'euros à Investindustrial qui prend le contrôle à 100 % des parcs. La Caixa contrôle dorénavant uniquement la société propriétaire du terrain à des fins résidentielles et commerciales, les terrains de golf et le Beach Club lié au parc,. L'entité golf et Beach Club reçoit une nouvelle dénomination : Lumine. Les projets immobiliers se concrétisent avec l'édification de zones résidentielles. La saison 2012 s'achève avec 3 800 000 visiteurs ayant franchi les portes du resort, soit une légère hausse. Ils sont 35 % à venir de l'étranger. De cette manne internationale, les français représentent 45 %, les russes plus de 25 % et les britanniques et irlandais représentent 20 %.
Selon le rapport annuel de la Themed Entertainment Association réalisé par Aecom, le « réinvestissement rapide est un élément clé dans ce domaine. » Le complexe PortAventura en est l'exemple, il est présent dans la presse après la rénovation de son parc aquatique et avec la présence du public pour les nouvelles montagnes russes Shambhala. Le magazine spécialisé Funfair & Parks l'honore d'ailleurs avec son prix de meilleure attraction européenne 2012. De plus, la zone pour enfants SésamoAventura, ouverte en 2011, conserve son essor. En conséquence, les améliorations apportées sous les auspices d'Investindustrial conduisent à la croissance dans un contexte de baisse générale de l'industrie des parcs européens. Les parcs espagnols ne connaissent pas la prospérité en cette année, mais PortAventura démontre ce qui peut être fait en période de récession. Le rapport ajoute que le resort PortAventura définit sa stratégie tout en devenant la meilleure destination familiale d'Europe.
Maintes fois reporté, le projet d'extension de PortAventura Aquatic Park est concrétisé en 2013. Avec cette expansion de 1 400 m2, il propose comme principale nouveauté le toboggan aquatique le plus haut d'Europe, soit 31 m pour une pente de 55° et une vitesse de 6 m/s. Le parc aquatique totalise dorénavant seize attractions sur cinq hectares. Plus de 50 % des nageurs viennent d'au-delà des frontières espagnoles. Selon une étude, la présence du parc aquatique incite les russes à séjourner à PortAventura.
En décembre 2013, le fonds américain KKR fait l'acquisition de 49,9 % des actions du complexe touristique tandis que le fonds d'investissement italien Investindustrial conserve 50,1 % des actions,. La Themed Entertainment Association et Aecom voient en cette acquisition la confirmation d'une tendance croissante des parcs de loisirs soutenus par le capital-investissement, tels ceux exploités par Merlin Entertainments (Blackstone et CVC Capital Partners) et par Parques Reunidos (Arle Capital Partners). La saison s'achève avec 3 700 000 visiteurs ayant franchi les portes du resort.
Pour la saison 2014, PortAventura est le premier complexe européen à organiser un spectacle du Cirque du Soleil. Intitulé Koozå, il se joue quotidiennement du 11 juillet au 30 août 2014 sous un chapiteau d'une capacité de 2 400 spectateurs par représentation,. La saison s'achève avec une fréquentation du resort de 3 819 474 unités. L'adhésion de plus de 100 000 spectateurs à Koozå relevant de bons résultats, PortAventura annonce un accord avec le Cirque du Soleil pour une durée de cinq ans. L'édition 2015 est le spectacle Amaluna (en) joué à raison de 8 à 10 représentations hebdomadaires sous un chapiteau d'une capacité de 2 600 spectateurs par représentation du 2 juillet au 23 août 2015. 110 000 spectateurs sont au rendez-vous.

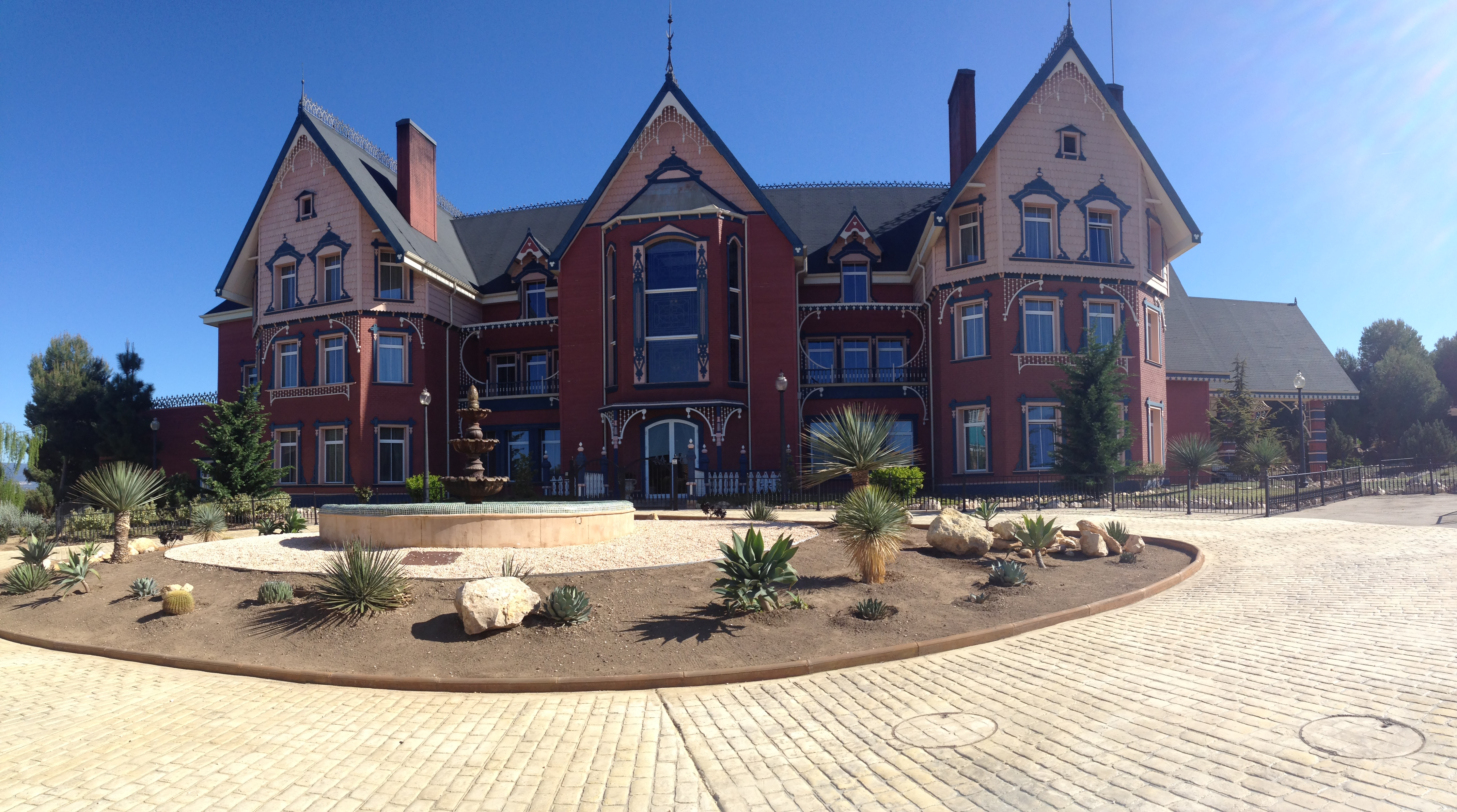
Mansión de Lucy.

À l'occasion du 20e anniversaire du parc à thèmes en 2015, les nouveaux développements hôteliers à PortAventura incluent la transformation des 29 chambres et 2 suites de la demeure américaine de style victorien Mansión de Lucy en un hôtel 5 étoiles et l'extension Callaghan de 78 chambres de l'Hotel Gold River pour 10 millions d'euros,. Cette expansion fait de l'Hotel Gold River, en proposant 549 chambres, le plus grand hôtel thématique d'Espagne. Cet ajout fait grimper le nombre de chambres à 2 100 réparties dans cinq hôtels. Cela s'avère payant car le resort réalise sa 2e meilleure saison avec 3 940 444 entrées. Il communique avoir atteint le nombre de 4 millions de visiteurs dans les médias. Depuis 2012, le resort se rapproche de ce nombre sans jamais l'atteindre.
En 2016, le complexe est rebaptisé PortAventura World Parks & Resort. De plus, PortAventura Aquatic Park est renommé PortAventura Caribe Aquatic Park. Le Cirque du Soleil ne se produit pas sur les terres catalanes en cette année. La saison s'achève avec 3 896 901 visiteurs ayant franchi les portes du complexe de loisirs, un bénéfice avant impôts de 91 millions d'euros et un chiffre d'affaires de 203 millions d'euros. C'est la première fois que ce dernier dépasse les 200 millions d'euros. La Themed Entertainment Association considère le resort PortAventura World comme le troisième resort européen en 2016. Il dispose de deux parcs de loisirs et d'un troisième alors en construction ainsi que de 2 100 chambres. À la tête de ce classement, Disneyland Paris affiche un total de 13,37 millions de visiteurs. Ce dernier dispose de deux parcs de loisirs et de 5 800 chambres. Sur la deuxième marche du podium se tient le resort d'Europa-Park avec un parc de loisirs et un deuxième alors en projet ainsi que 953 chambres.
|                                                   | 2012      | 2013      | 2014      | 2015      | 2016      | 2017      | 2018      | 2019      | 2020      | 2021      |
| Visiteurs des parcs                               | 3 703 217 | 3 700 000 | 3 819 474 | 3 940 444 | 3 896 901 | 4 715 088 | 4 962 512 | 5 179 104 | 847 461   | 3 186 342 |
| Visiteurs de PortAventura Park                    | 3 439 444 | NC        | 3 494 998 | 3 499 375 | 3 528 908 | 3 607 937 | 3 589 918 | 3 765 301 | 656 832   | 2 382 416 |
| Visiteurs du parc aquatique                       | 263 773   | NC        | 324 476   | 313 831   | 367 993   | 335 351   | 326 611   | 329 896   | 0         | 143 649   |
| Visiteurs de Ferrari Land                         | -         | -         | -         | -         | -         | 713 421   | 1 045 983 | 1 083 907 | 190 629   | 660 277   |
| Visiteurs du Cirque du Soleil                     | -         | -         | 100 000   | 127 238   | -         | 58 379    | -         | -         | -         | -         |
| Visiteurs internationaux                          | 35 %      | 38 %      | 36 %      | 33 %      | 33 %      | 33 %      | 36 %      | 36 %      | 13 %      | 17 %      |
| Occupation des chambres                           | NC        | NC        | 323 723   | 334 409   | 337 219   | 376 026   | 390 200   | 394 521   | 71 257    | 247 423   |
| Participants au centre de congrès                 | NC        | 44 461    | 64 536    | 81 352    | 72 461    | 68 782    | 73 671    | 69 549    | 3 758     | 26 797    |
| Événements tenus au centre de congrès             | NC        | NC        | 154       | 184       | 226       | 259       | 201       | 208       | 22        | 120       |
| Total de visiteurs (parcs, hôtels, congressistes) | NC        | NC        | NC        | 4 984 092 | 4 946 389 | 5 837 509 | 6 130 308 | 6 387 655 | 1 046 462 | 3 945 453 |
| Bilan comptable (en milliers d'euros)             |           |           |           |           |           |           |           |           |           |           |
| Immobilisation                                    | NC        | NC        | 913 867   | 934 196   | 968 483   | 997 964   | 988 362   | 1 031 801 | 1 024 397 | 1 030 075 |
| Actif circulant                                   | NC        | NC        | 31 939    | 19 802    | 27 320    | 44 740    | 58 822    | 54 706    | 74 563    | 109 345   |
| Capitaux propres et passif                        | NC        | NC        | 945 806   | 953 998   | 995 803   | 1 042 704 | 1 047 184 | 1 086 507 | 1 098 960 | 1 139 420 |
| Dettes                                            | NC        | NC        | 500 990   | 492 577   | 515 062   | 548 418   | 543 028   | 544 633   | 618 489   | 653 553   |
| Compte de résultat (en milliers d'euros)          |           |           |           |           |           |           |           |           |           |           |
| Chiffre d'affaires                                | 181 200   | 181 800   | 194 682   | 191 160   | 203 055   | 234 957   | 230 349   | 241 521   | 39 012    | 162 910   |

Durant cette période, les investissements se concentrent sur l'élaboration du parc à thèmes Ferrari Land. L'accord de licence conclu avec l'écurie italienne est annoncé en mars 2014 et la construction est censée commencer à l'automne de la même année,. Elle est retardée à mai 2015. En décembre 2016, un incendie ravage partiellement la reproduction du Campanile de Saint-Marc. L'ouverture du parc se déroule le 7 avril 2017. Le complexe catalan est dorénavant la destination européenne dotée du plus grand nombre de parcs à thèmes avec la présence de ce 3e parc de loisirs.
Le futur premier hôtel à thème Ferrari est dévoilé à la presse en même temps que le projet Ferrari Land. Il sera un établissement de luxe cinq étoiles doté de 250 chambres,.
La mouture 2017 du Cirque du Soleil est Varekai, joué deux fois quotidiennement sous un chapiteau jusqu'au 13 août 2017. En 2017, les hôtels du resort enregistrent 1,1 million de nuitées. PortAventura World atteint 4 715 088 de visites, soit une croissance de 19 % par rapport à 2016 et un chiffre d'affaires de 234 millions d'euros, établissant de nouveaux records. Le nombre total de visiteurs des parcs, hôtels et du centre de congrès passe de 4 946 389 en 2016 à 5 837 509 en 2017, soit près d'un million avec 891 120 unités et 18 % d'augmentation. La saison 2017 du parc Ferrari se clôture avec 713 421 entrées. De plus, le complexe de loisirs annonce que le nouveau parc entraîne en 2017 une augmentation de 27 % en termes d'occupation des hôtels et de 13 % dans le nombre d'événements organisés.
Dorénavant et malgré l'annonce d'un accord, le Cirque du Soleil ne se produit plus à Salou. Le complexe touristique enregistre près de cinq millions d'entrées en 2018 avec 4,96 millions d'unités. Cela comprend 3,59 millions de visites à PortAventura Park, 326 611 visites à PortAventura Caribe Aquatic Park et 1 045 983 visites à Ferrari Land, qui connaît sa première saison complète.
Un sixième hôtel est proposé au public en 2019. Avec ses 150 chambres et ses quatre étoiles, l'Hotel Colorado Creek est situé sur le site hôtelier Far West. Il représente un investissement de 25 millions d'euros. Avec cet ajout, le complexe propose désormais une offre de 2 250 chambres. De plus, le centre des congrès voit sa superficie passer de 14 000 à 20 000 m2. Enfin, les premiers invités de PortAventura Dreams sont accueillis le 22 octobre : il s'agit d'une structure recevant des enfants atteints de maladies graves ainsi que leur famille afin de passer un séjour au sein du complexe,. Le resort totalise 5,2 millions de visiteurs en 2019.
En 2020, la réouverture après la pause hivernale, prévue pour le 27 mars, est reportée à la suite des restrictions imposées par le gouvernement espagnol causées par la pandémie de Covid-19, une première dans l'histoire du complexe. Le 20 mars débute une Expediente de Regulación Temporal de Empleo — mesures économiques en périodes exceptionnelles — concernant dans un premier temps 312 salariés. Le complexe rouvre le 8 juillet, avec diverses mesures sanitaires. L'année 2020 avec 107 jours d'ouverture se solde avec une perte de 55 millions d'euros à la suite des restrictions dues à la pandémie de Covid-19.
Dans le but d'augmenter et de diversifier son offre d'hébergement, PortAventura World devient propriétaire en mai 2022 d'un hôtel situé à deux kilomètres, l'Hotel Atenea Aventura, dont il devient aussi le gestionnaire,. En 2022, la destination touristique retrouve des chiffres prometteurs après la pandémie de Covid-19. Deux hôtels extérieurs au domaine sont destinés à intégrer le parc hôtelier. Le nombre de réservations est supérieur à celui de 2019 et il est attendu que la saison 2022 batte la saison record de 2019.